# Acalolepta cervina
Acalolepta cervina är en skalbaggsart som först beskrevs av Hope 1831.  Acalolepta cervina ingår i släktet Acalolepta och familjen långhorningar.
Artens utbredningsområde är:
- Laos.
- Burma.
- Nepal.

Inga underarter finns listade i Catalogue of Life.